# 龍運巴士X48線
龍運巴士X48線是香港新界的一條巴士路線，由大圍鐵路站往來機場博覽館。

## 歷史
- 2008年11月15日：開始投入服務[1][2]，以取代亞洲國際博覽館於大型節目前提供的特別專車，只在機場博覽館舉行大型活動時，於開場前提供服務。
- 2010年7月30日至8月1日：配合於亞洲國際博覽館舉行的親親動物農莊、第六屆香港國際寵物用品展及2010香港國際水族博覽及香港屋企展，展期內設來回程雙向服務，由大圍鐵路站及機場博覽館開出時間分別為1030-1700及1400-1900。[3]
- 2010年12月17日：路線最後一次服務。

## 車資
空調巴士
- 全程收費：$26.2

不設分段收費及八達通轉乘優惠。
| - 本線設有12歲以下小童及65歲或以上長者半價優惠。 - 65歲或以上香港居民使用「樂悠咭」，以及12歲以下合資格殘疾兒童使用「殘疾人士身份」個人八達通繳付車資，均可享有每程$2.0或半價（以較低者為準）的票價優惠；12至64歲合資格殘疾人士使用「殘疾人士身份」個人八達通（包括「樂悠咭」），以及60至64歲香港居民使用「樂悠咭」繳付車資，均可享有每程$2.0或全費（以較低者為準）的票價優惠。 - 65歲或以上長者如使用長者或一般個人八達通繳付車資，則只可享有半價優惠；12至64歲合資格殘疾人士如不使用「殘疾人士身份」個人八達通，以及60至64歲人士如不使用「樂悠咭」繳付車資，必須繳付全費。 - 乘客可以現金或八達通於上車時付款，不設找續。 - 每位成人乘客可免費攜帶最多兩名4歲以下而不佔座位的兒童乘客乘車，超額之4歲以下小童必須繳付小童車費乘車。 - 持有「九巴月票」之乘客在車票有效期內，每日可享最多10程任何九龍巴士及龍運巴士路線（包括本路線，以及聯營路線的九龍巴士／龍運巴士提供的班次；惟乘搭機場「A」及「NA」線則可享原價二七折優惠（不會計算每天10次合資格車程））；而B1線則每日可享最多各2程（不會計算每天10次合資格車程）。 - 九龍巴士、城巴、龍運巴士及陽光巴士全職員工及家屬（不包括外判職員）可免費乘搭本路線，惟必須拍職員或職員家屬八達通。 - 乘客亦可透過多元化電子支付系統（e度嘟）繳付車資，包括使用非接觸式VISA卡、JCB卡、萬事達卡、銀聯卡、美國運通、大來國際、Discover Card、Apple Pay、Google Pay、Samsung Pay、AlipayHK「易乘碼」、支付寶、WeChatHK／微信支付「搭車碼」、銀聯雲閃付「乘車碼」及BOC Pay「乘車碼」。乘客使用此付款方式，使用此支付方式的乘客可享有中途下車之分段收費，以及與其他九巴／龍運獨營路線或聯營線九巴／龍運班次之轉乘優惠，惟不適用於與非九巴／龍運路線之轉乘優惠，亦不能享有「公共交通費用補貼計劃」及「長者及合資格殘疾人士公共交通票價優惠計劃」。 |

## 行車路線
- 本線並無固定行車路線。

### 大圍鐵路站開
美田路、迴旋處、美田路、大圍道、城門隧道公路、城門隧道、象鼻山路、德士古道北、德士古道、青荃路、青衣北岸公路、青衣西北交匯處、青嶼幹線、北大嶼山公路、機場路、機場南交匯處、機場路、機場北交匯處、航天城路
（中途不停站）

### 機場博覽館開
航展道、航天城東路、航天城迴旋處、暢連路、機場南交匯處、機場路、北大嶼山公路、青嶼幹線、青衣西北交匯處、青衣北岸公路、青荃路、德士古道、德士古道北、荃錦交匯處、象鼻山路、城門隧道、城門隧道公路、大埔公路、大圍道、美田路及車公廟路（中途不停站）

## 使用車輛
雖然本線是龍運巴士營運，但實際所用的是九龍巴士沙田區路線的車輛。